# Neos Marmaras

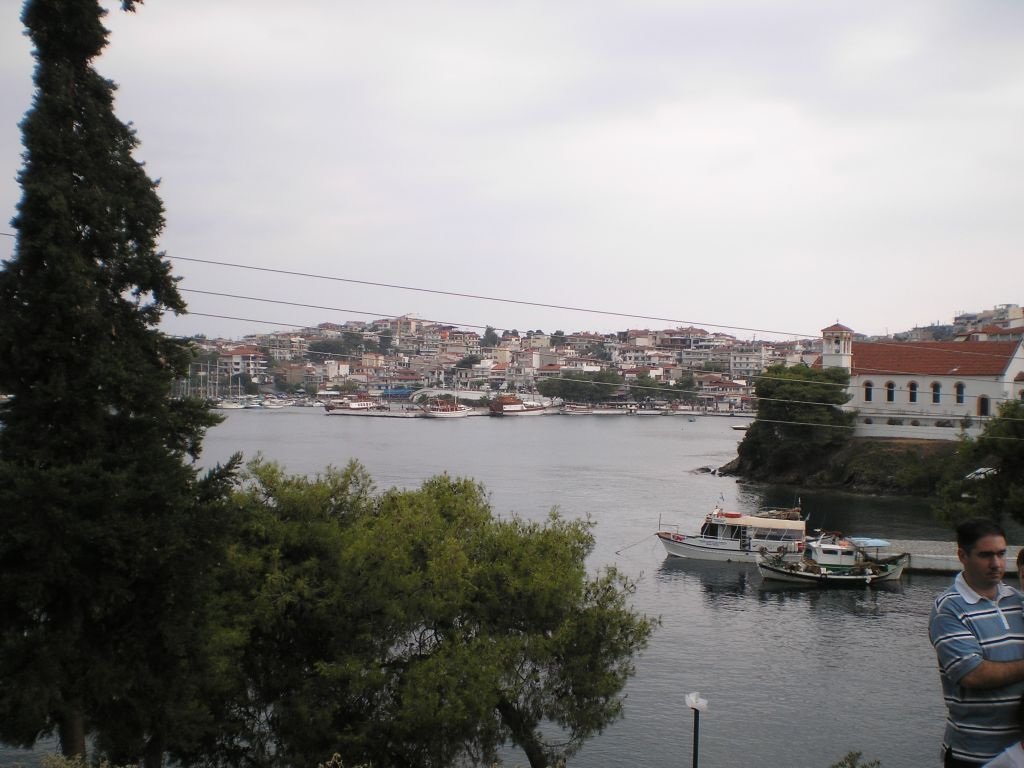
Vy över Neos Marmaras.

Neos Marmaras (grekiska: Νέος Μαρμαράς) är liten turistort på Sithoniahalvön, en av de tre halvöarna i halvön Chalkidiki (Χαλκιδική) i norra Grekland. (År 2011) hade Neos Marmaras 3 352 invånare, under sommartid uppskattas befolkningen till 20 000.
De viktigaste industrierna är turism, jordbruk (oliver, vin och honung), och fiske. Kända ställen och sevärdheter omkring Neos Marmaras är den lilla byn Parthenonas på berget Itamos. Andra sevärdheter är ön Kelyfos (Κέλυφος) som betyder sköld, vilket beskriver formen på ön som ser ut som en sköldpadda.

## Porto Carras
Utanför Neos Marmaras ligger den 5-stjärniga hotell- och semesteranläggningen Porto Carras, en av de största i norra Grekland. I området finns mängder av olivträd samt en vingård med en yta på 475 000 kvadratmeter. Ett känt vin, Domaine Porto Carras, kommer härifrån. Porto Carras är också hem för den största privata marinan i norra Grekland, som har båtplatser för 315 båtar och är byggd av en finsk tillverkare, Marinetek. Anläggningen har tennis-, fotbolls- och basketplaner samt thalassoterapi och spacenter. Den innehåller också restauranger, strandbarer och en biograf. Porto Carras ägs idag av Technical Olympic Group. 

## Geografi
Neos Marmaras ligger 125 kilometer från Thessaloniki och 55 kilometer från Polygyros. Byn ligger vid en vik, Toroneos Kolpos, som fått sitt namn efter byn Toroni, söder om Neos Marmaras. Byn ligger nedanför de två bergen Itamos och Tragoudeli ("det sjungande berget").

## Historia
Neos Marmaras byggdes av immigranter från Marmarisområdet i Turkiet under tvångsförflyttningen på 1920-talet. Större delen av befolkningen i orten kommer ursprungligen från Marmarisområdet och från byn Parthenonas.

## Badsamhällen
- Paradeisos, den andra största sandstranden i Neos Marmaras. där bor runt 40 personer.
- Azapiko, en stor strand utanför Marmaras.

## Parthenonas
Parthenonas är en gammal by som ligger på berget Itamos, där bor runt 20 personer. Byn är en antik bosättning.
Byns befolkning är kända för att ha varit en del av nationella motståndet när Grekland gjorde motstånd mot Osmanerna.

## Ön Kelyfos
Kelyfos är en ö utanför viken som formar Neos Marmaras. Kelyfos betyder "sköld" och ön har fått namnet efter sin form. I själva byn syns inte formen så tydligt, men om man är någonstans lite längre söder eller lite norr från byn syns det tydligare. Ön har nämligen en form av en sköldpadda. På norra sidan syns formen mera rund, på södra sidan har den ett mer spetsigt utseende. Ön var en strategisk punkt under Antikens Grekland och under andra världskriget.